# Acoplamento (programação de computadores)

Modelo conceitual de acoplamento.

Em engenharia de software, acoplamento ou dependência é o grau de interdependência entre módulos de software; uma medida de quão intimamente ligadas estão duas rotinas ou módulos; a força das relações entre módulos.
O acoplamento é geralmente contrastado com coesão. O baixo acoplamento geralmente se correlaciona com alta coesão e vice-versa. O baixo acoplamento é frequentemente um sinal de um sistema de computador bem estruturado e de um bom design, e quando combinado com alta coesão, suporta os objetivos gerais de alta legibilidade e facilidade de manutenção.